# Campo di concentramento di Uckermark

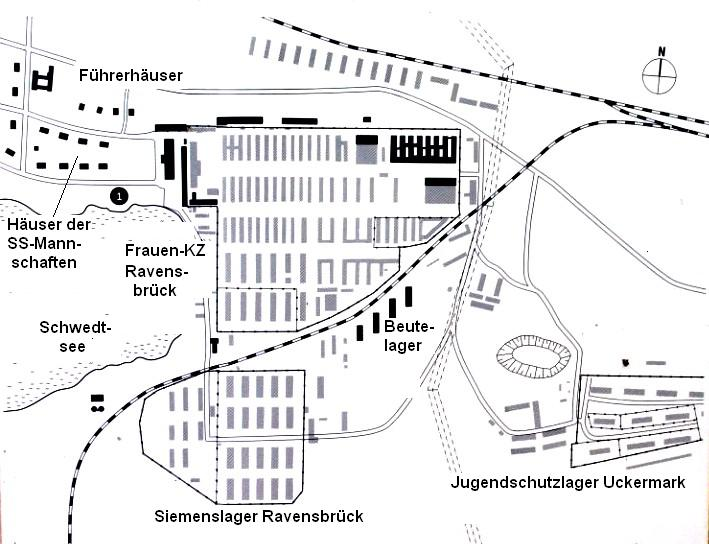
Mappa del complesso di Ravensbrück, il campo di Uckermark è contrassegnato come Jugendschutzlager (campo di protezione dei minori)

Il campo di concentramento di Uckermark (in tedesco Konzentrationslager Uckermark abbreviato in KZ Uckermark) era un campo di concentramento per minori della Germania nazista, in particolare era destinato alla detenzione di ragazze e giovani donne di età compresa fra i 13 e i 25 anni.
Venne istituito nel giugno del 1942 dal Reichskriminalpolizeiamt (RKPA) nelle immediate vicinanze del campo di concentramento di Ravensbrück (nella località di Ravensbrück, nel territorio dell'attuale comune di Fürstenberg/Havel) del quale era un sottocampo.
Il nome Uckermark deriva dall'omonima regione storica e geografica. 
Il campo di prigionia per giovani venne smantellato nel gennaio del 1945, fino a quel momento vi erano state detenute oltre 1.200 ragazze , fino al momento della liberazione avvenuta nell'aprile del 1945 venne utilizzato come campo di sterminio e selezione delle detenute del campo di Ravensbrück. 
L'area in cui si trovata il campo di concentramento di Uckermark venne usata fino al 1993 dall'Armata Rossa che demolì le baracche subito dopo la liberazione per costruire dei garage in muratura per il ricovero del parco veicoli, delle costruzioni originali del parco non rimane traccia e nemmeno esiste documentazione fotografica dell'epoca, per questi motivi il campo fa parte dei cosiddetti "lager dimenticati". 
Solo dal 1997 un'iniziativa collettiva che ha lo scopo di erigere un memoriale ha iniziato ad effettuare ricerche sul passato e sulla storia del campo di concentramento riportando alla luce parte delle fondamenta di alcuni degli edifici.